# Allopterus luianus
Allopterus luianus là một loài côn trùng trong họ Mesochrysopidae thuộc bộ Neuroptera. Loài này được Zhang miêu tả năm 1991.